# Conferenza di Bandung
La conferenza afroasiatica di Bandung si tenne dal 18 al 24 aprile 1955, a Bandung in Indonesia. Essa fu convocata su iniziativa di India, Pakistan, Birmania, Ceylon, Repubblica Popolare Cinese e Indonesia (vi parteciparono in tutto 29 Paesi del "Sud del mondo") allo scopo di cercare una coesione fondata sui caratteri comuni di povertà e "arretratezza" e di riunire tutti i paesi contrari alla colonizzazione. I partecipanti a questa conferenza non possono definirsi "paesi non allineati" perché alcuni di essi appartenevano alla sfera bipolare.

## Descrizione
I protagonisti dell'incontro al vertice furono l'indonesiano Sukarno, l'indiano Nehru e il cinese Zhou Enlai. Il più prestigioso leader del mondo arabo che prese parte alla conferenza fu l'egiziano Nasser, che nello stesso anno aveva rifiutato di aderire al patto di Baghdad. Nella dichiarazione finale si proclamò l'eguaglianza tra tutte le nazioni, il sostegno ai movimenti impegnati nella lotta al colonialismo, il rifiuto delle alleanze militari egemonizzate dalle superpotenze e alcuni principi fondamentali di cooperazione politica internazionale fra i Paesi aderenti.

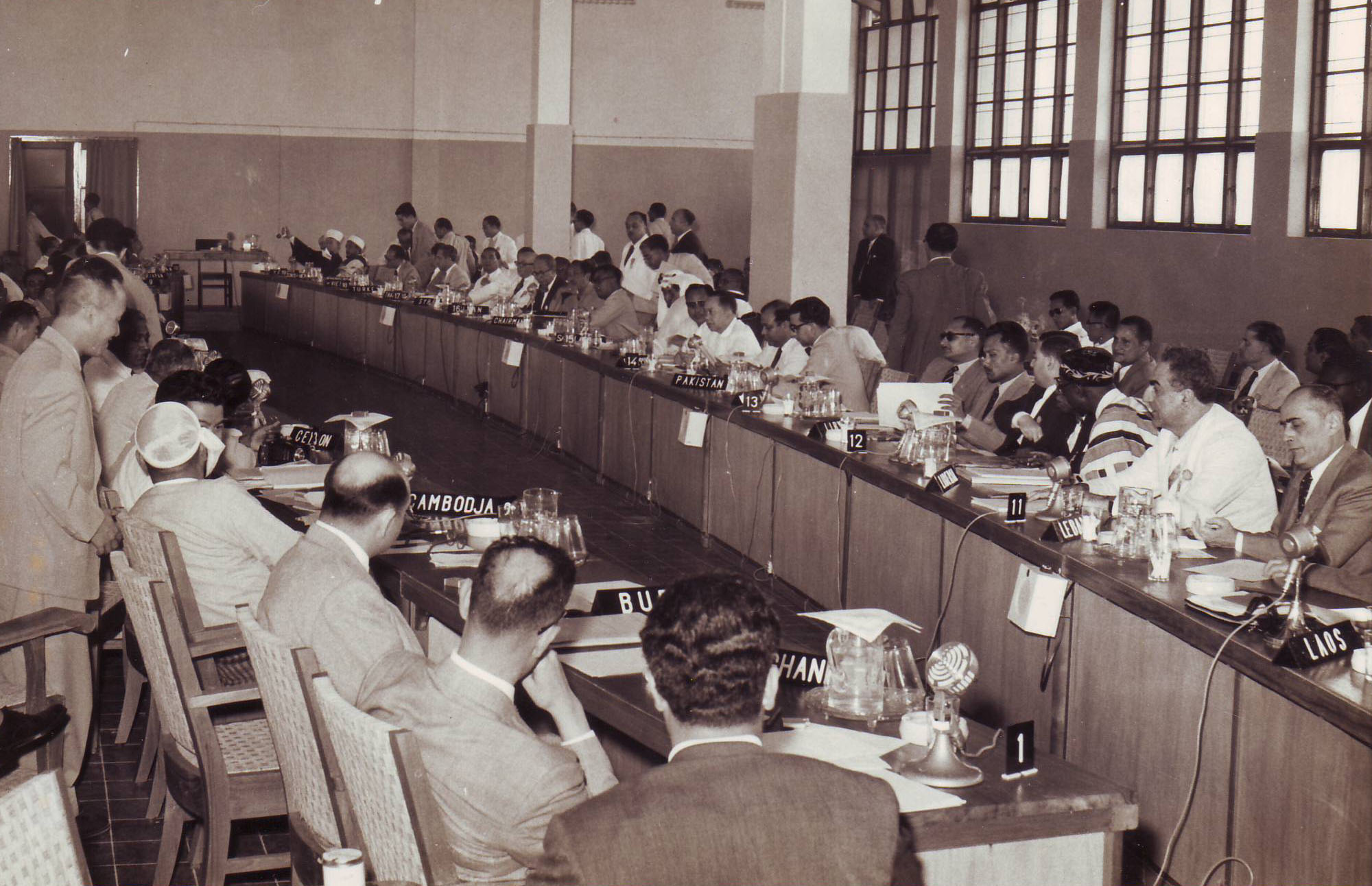
Le delegazioni partecipano a una riunione plenaria della sezione economica durante la conferenza di Bandung, aprile 1955.

La conferenza segnò l'affermazione del Terzo Mondo e del movimento dei non allineati sulla scena mondiale. Il termine "Terzo Mondo" fu utilizzato per la prima volta dal giornalista francese Alfred Sauvy, senza una connotazione denigratoria, ma riprendendo il dibattito della Rivoluzione francese sul "Terzo Stato". La conferenza fu coordinata dal ministro degli Esteri indonesiano Ruslan Abdulgani.
Il ruolo di Zhou Enlai nella conferenza fu rilevante, poiché la Cina dettò l'agenda di questi incontri; introdusse e rafforzò l'idea di neutralismo come principio ispiratore di questo movimento, e insistette perché il dibattito della conferenza non fosse subordinato a prospettive ideologiche. Furono definiti obiettivi prioritari  la dissoluzione del colonialismo e la tutela della pace. Altro attore importante fu Nehru, che con Zhou Enlai ebbe un ruolo guida, sottolineando la necessità di adottare il pacifismo come principio fondante nelle relazioni tra Stati. Egli fu quindi uno dei pionieri della teoria del non-allineamento (il cui movimento si costituì ufficialmente nel 1961, durante la conferenza di Belgrado).
La conferenza di Bandung terminò con un documento in dieci punti, poi divenuto la base per varare il Non Allineamento, che si chiamò "Dichiarazione per la promozione della pace nel mondo e la cooperazione".

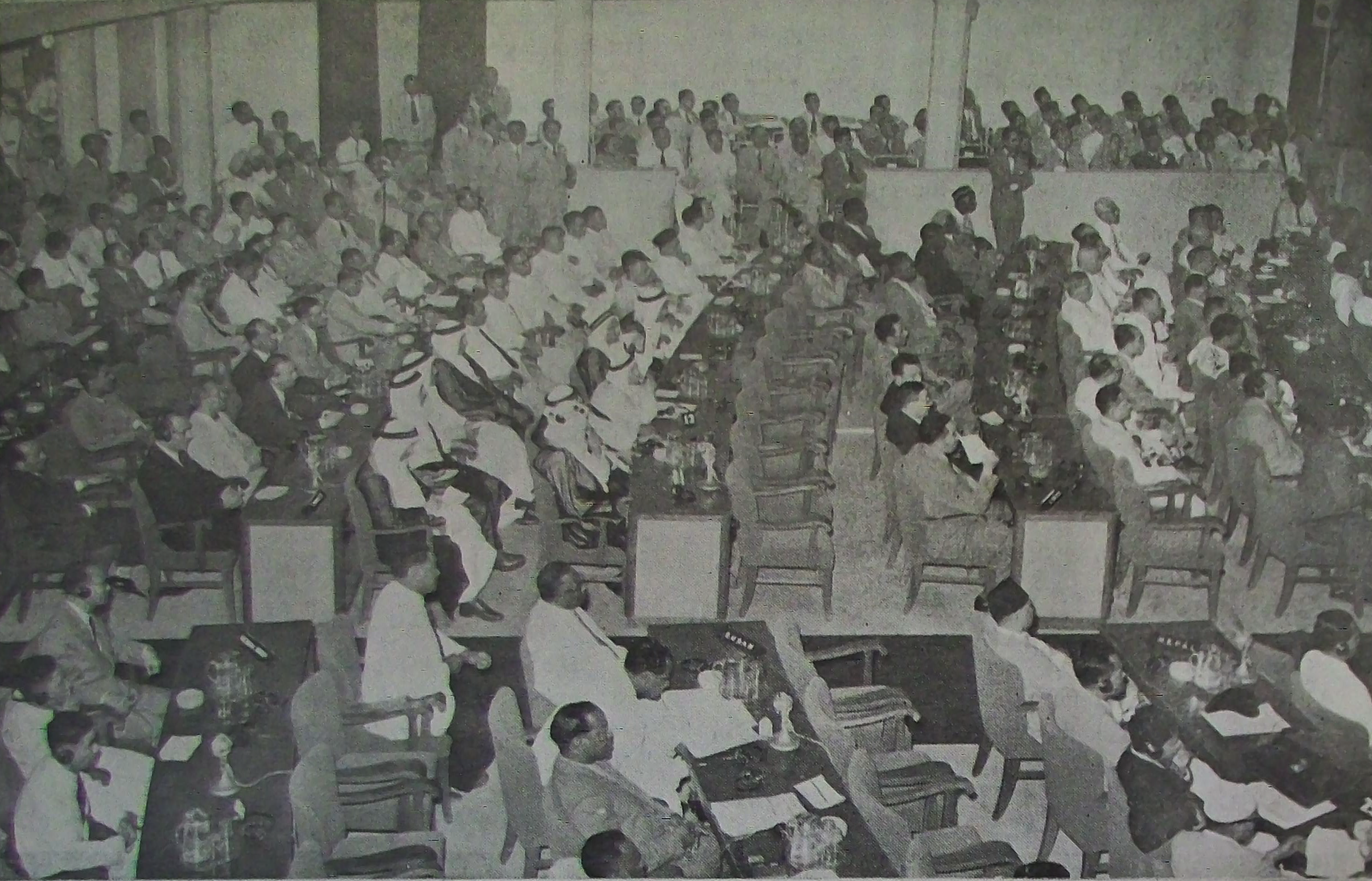
Sessione plenaria durante la conferenza di Bandung

## Dichiarazione
Una "dichiarazione sulla promozione della pace nel mondo e la cooperazione" in 10 punti, chiamata Dasasila Bandung (Dieci principi di Bandung, o Spirito di Bandung, o Dichiarazione di Bandung; ispirata alla Pancasila dell'Indonesia; o Dieci principi di coesistenza pacifica), che incorpora i principi dello Statuto delle Nazioni Unite così come i Cinque Principi di Coesistenza Pacifica, è stata adottata all'unanimità nel comunicato finale della conferenza:
1. Rispetto dei diritti umani fondamentali e dei principi della Carta delle Nazioni Unite;
2. Rispetto della sovranità e dell'integrità territoriale di tutte le nazioni;
3. Riconoscimento dell'uguaglianza tra le razze e tra tutte le nazioni grandi e piccole;
4. Non intervento e non interferenza negli affari interni di un altro Paese;
5. Rispetto del diritto di ogni nazione di difendersi sia individualmente che collettivamente, in conformità con la Carta delle Nazioni Unite;
6. a) astensione dall'uso di patti di difesa collettivi che siano di beneficio agli interessi di una delle grandi potenze;   b) astensione dall'esercitare pressione su un altro Paese;
7. Non esercitare atti o minacce di aggressione contro l'integrità territoriale o l'indipendenza politica di una nazione;
8. Soluzione di tutte le dispute internazionali con mezzi pacifici come negoziato, conciliazione, arbitrato o accordi giudiziari, in conformità con la Carta delle Nazioni Unite;
9. Promozione di mutui interessi e cooperazione;
10. Rispetto della giustizia e degli obblighi internazionali.

Il Comunicato finale della Conferenza sottolinea la necessità per i Paesi in via di sviluppo di allentare la loro dipendenza economica dalle principali nazioni industrializzate, fornendo reciproca assistenza tecnica attraverso lo scambio di esperti e assistenza tecnica per progetti di sviluppo, nonché lo scambio di conoscenze tecnologiche attraverso la costituzione di istituti regionali di formazione e ricerca.

## Conseguenze

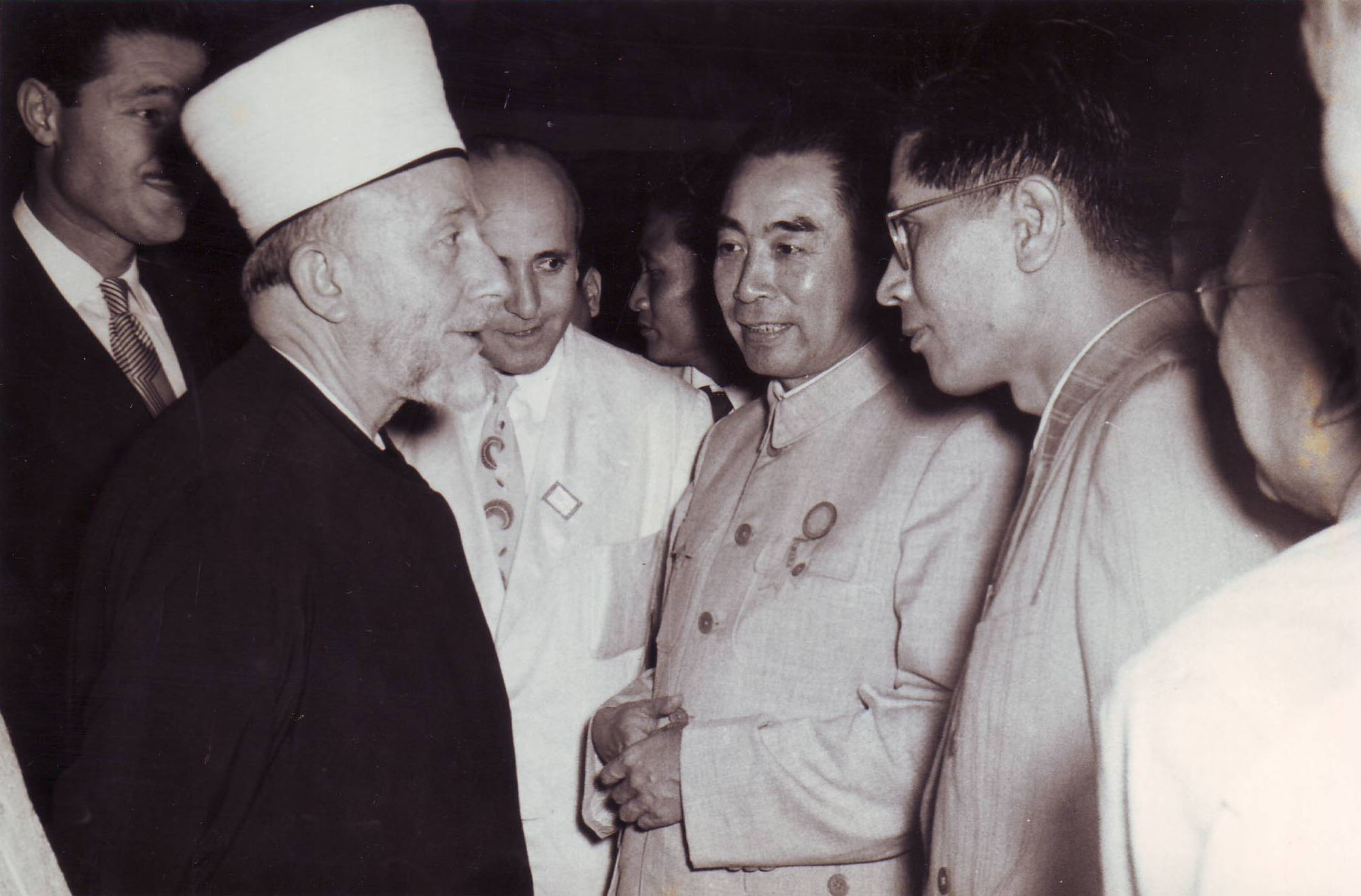
Incontro alla conferenza tra Zhou Enlai e Amin al-Husseyni

La conferenza di Bandung contribuì ad accelerare il processo di decolonizzazione e all'emergere di una nuova coesione di paesi, quel "Terzo Mondo" non compreso né nel blocco comunista né in quello occidentale. In seguito sarà la conferenza di Belgrado, tenutasi nel 1961, che riunirà alcuni di tali paesi e porrà le basi del Movimento dei Non-Allineati. Al di là di questo elemento di parziale continuità la conferenza di Bandung mise però anche in luce le divisioni esistenti tra i paesi politicamente prossimi ad uno dei due blocchi e quelli che avevano una posizione di effettivo non-allineamento rispetto ad essi.
Erano quelli gli anni delle speranze dell'America Latina (la vittoria di Fidel Castro) e dell'Africa (l'Algeria indipendente dai francesi), e i paesi del Terzo Mondo guardavano alla Cina, che in quei mesi iniziava a staccarsi duramente dalle posizioni sovietiche, come all'esempio concreto che si poteva, si doveva tentare una via alternativa alla divisione e allo sviluppo del mondo.
Gli anni successivi spazzarono via molti buoni propositi e si scoprì che le contraddizioni erano presenti prepotentemente proprio dentro il Movimento. Guerre tra poveri (l'Etiopia che stermina gli eritrei e combatte la Somalia), stermini (l'Indonesia che occupa l'isola di Timor e fa scempio di decine di migliaia di abitanti), lotte tra paesi fratelli o socialisti (l'India contro il Pakistan, il Pakistan contro il Bangladesh, la Cina contro l'India, il Vietnam contro la Cina, la Cambogia contro il Vietnam, la Libia contro il Ciad, il Marocco contro la Libia, la Giordania contro l'OLP, il Kenya contro l'Uganda, l'Iraq contro l'Iran...) misero in seria difficoltà i Non Allineati.
Ad Algeri, nel 1973, i paesi Non Allineati, che allora erano 75, posero le basi per un Nuovo Ordine Economico Internazionale, il NOEI. Lo stesso anno, come un segnale di quale potenza devastante avevano in mano alcuni Stati membri del Movimento se soltanto avessero coordinato le loro azioni, i paesi estrattori usano l'arma del petrolio contro l'Occidente.
Alla fine degli anni 1980, diviso da ideologie e da interessi contrastanti, il movimento non sembrò cogliere i profondi mutamenti in atto, nello stesso paese dove era stato fondato, ossia in Jugoslavia, e nel sistema bipolare.
La decima conferenza dei Non Allineati che si tenne dall'1° al 6 settembre 1992, dovette prendere atto della fine dell'URSS e del vuoto politico e strategico che si era creato nel mondo.
L'impetuosa spinta economica di molti paesi del Terzo Mondo accanto all'accresciuta povertà di altri (specialmente in Africa), la scomparsa dei grandi ideali di emancipazione e liberazione sostituiti dalle preoccupazioni finanziarie, i contrasti, spesso aspri, che dividevano gli stessi paesi all'interno del Movimento, furono altrettanti elementi che condizionarono pesantemente la conferenza che si apri in un marasma ideologico e propositivo.
Durante i preparativi, infatti, si sono fatti i conti con l'Iran, appoggiato dalla Libia e da Cuba, che voleva i Non Allineati trasformati in un'organizzazione con sede stabile, preferibilmente a Teheran. L'Egitto, appoggiato dagli Stati del Golfo e da Cipro, propose la confluenza del Movimento nel cosiddetto Gruppo dei 77 (fondato nei 1967 per rappresentare gli interessi economici dei paesi in via di sviluppo, in quel momento composto in realtà da 130 Stati).
Come se non bastasse si è posto il problema della Jugoslavia, che — altro paradosso - aveva tenuto la presidenza nei tre anni precedenti, della quale molti paesi islamici chiesero l'espulsione dai Non Allineati per la responsabilità nello sterminio dei musulmani bosniaci.
In sintesi, la fine del bipolarismo ha visto anche la crisi dell'Organizzazione dei paesi Non Allineati che ha difficoltà tutt'oggi a trovare una collocazione politica in un sistema di relazioni globalizzate.